# Twardoskórzak lepki

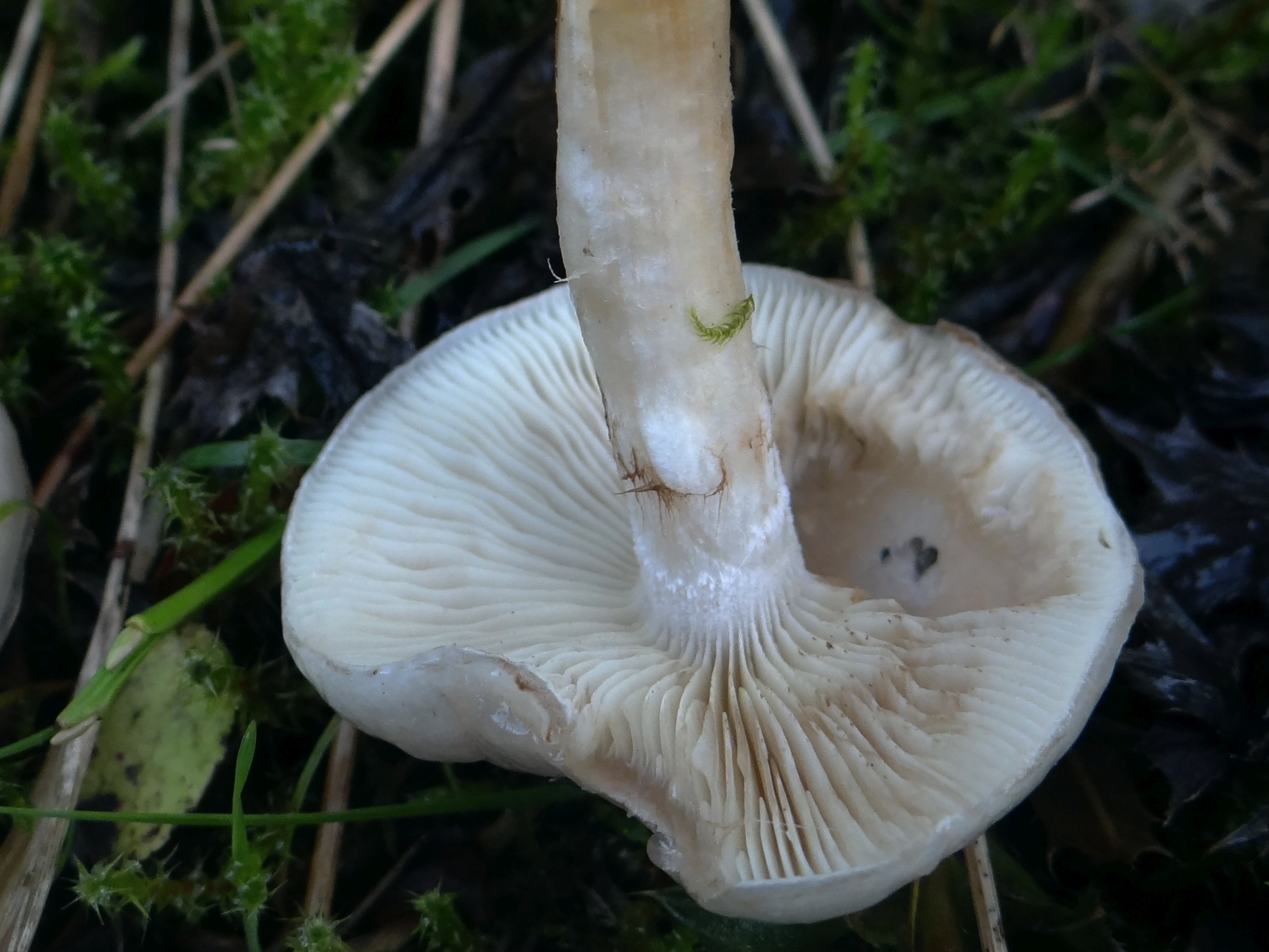

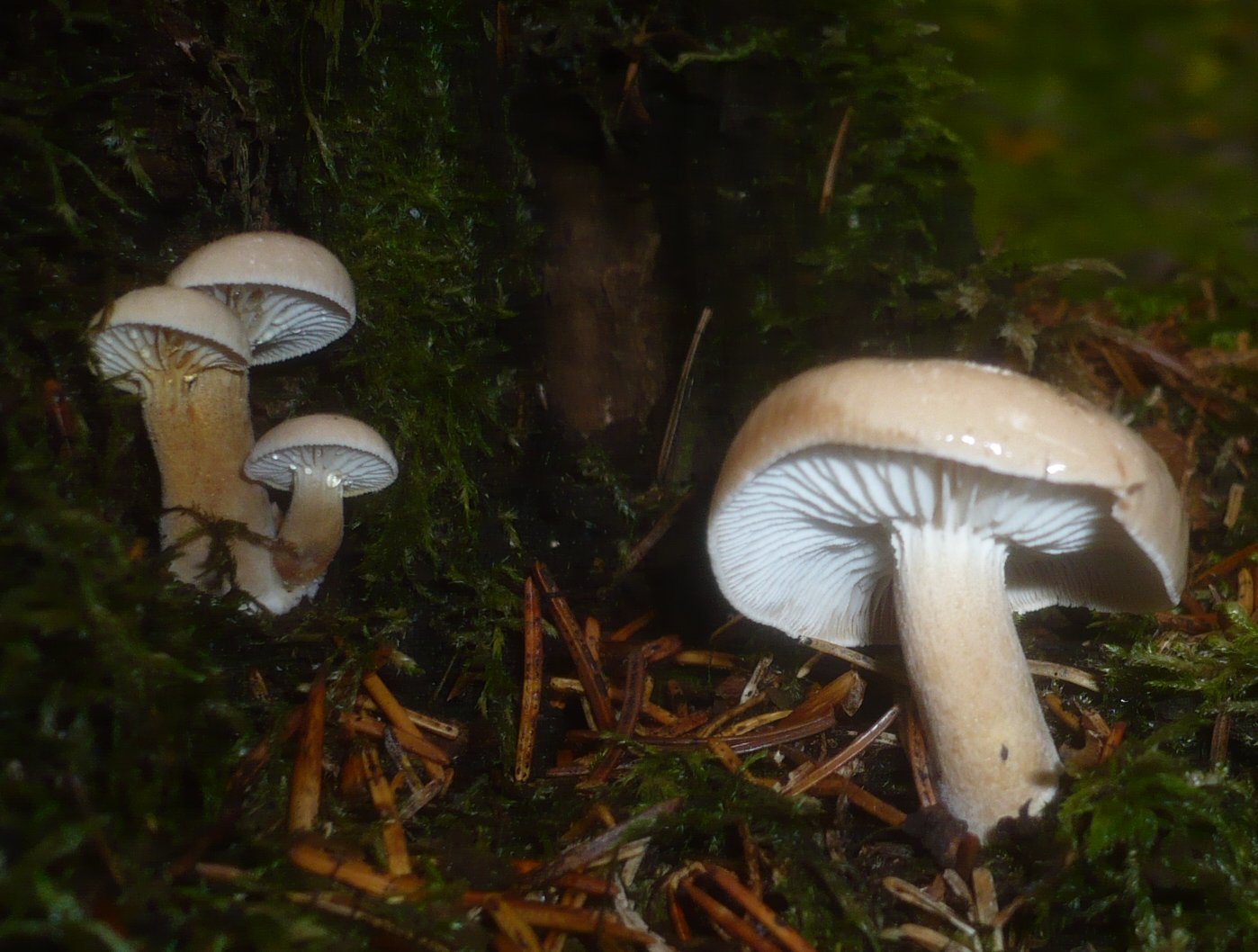

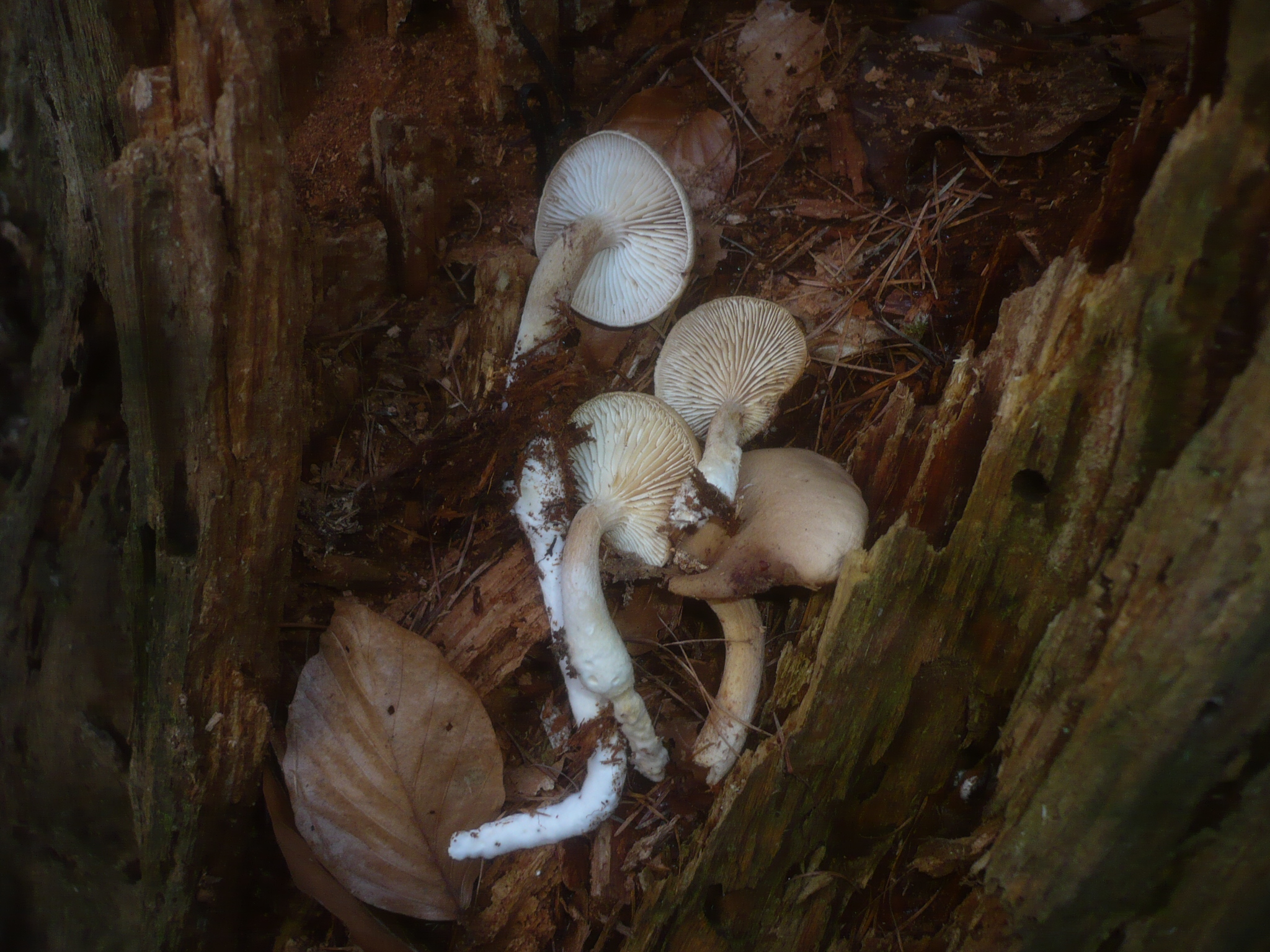

Twardoskórzak lepki, twardziak lepki (Neolentinus adhaerens (Alb. & Schwein.) Redhead & Ginns) – gatunek grzybów z rodziny niszczycowatych (Gloeophyllaceae).

## Systematyka i nazewnictwo
Pozycja w klasyfikacji według Index Fungorum: Neolentinus, Gloeophyllaceae, Gloeophyllales, Incertae sedis, Agaricomycetes, Agaricomycotina, Basidiomycota, Fungi.
Po raz pierwszy takson ten zdiagnozowali w 1805 r. Johannes Baptista von Albertini i Lewis Schweinitz, nadając mu nazwę Agaricus adhaerens. Obecną, uznaną przez Index Fungorum nazwę, nadali mu w 1985 r. Redhead i Ginns, przenosząc go do rodzaju Neolentinus.
Synonimów naukowych ma ponad 20. Niektóre z nich:
- Clitocybe adhaerens (Alb. & Schwein.) P. Kumm. 1871
- Lentinus adhaerens (Alb. & Schwein.) Fr. 1836
- Neolentinus adhaerens (Alb. & Schwein.) Redhead & Ginns 1985 var. adhaerens
- Neolentinus adhaerens var. inadhaerens (Malençon & Bertault) C. Bouvet & Sugny 1998
- Panus adhaerens (Alb. & Schwein.) Corner 1981
- Pocillaria adhaerens (Alb. & Schwein.) Kuntze 1891

W 1983 r. Barbara Gumińska i  Władysław Wojewoda w 1983 r. podali polską nazwę twardziak lepki. Wówczas gatunek ten klasyfikowany był do rodzaju Lentinus (twardziak). Wcześniej (w 1936 r.) Teodorowicz opisywał ten gatunek pod nazwą łyczak przylgnięty. Po przeniesieniu go do rodzaju Neolentinus obydwie polskie nazwy stały się niespójne z nazwą naukową. W 2021 r. Komisja ds. Polskiego Nazewnictwa Grzybów zarekomendowała nazwę twardoskórzak lepki.

## Morfologia
Kapelusz
Średnica do 6 cm, kształt początkowo wypukły, potem lekko wklęsły, na koniec lejkowaty. Brzeg ostry, u wyrośniętych okazów pofalowany. Skórkę trudno zedrzeć. Powierzchnia początkowo o barwie szarobeżowej, potem płowo orzechowej i brązowej, z ciemniejszymi, promienistymi przebarwieniami. Charakterystyczną cechą jest wydzielanie przez skórkę żywiczno-oleistej substancji, która zasychając pozostawia błyszczące, jak gdyby lakierowane plamy.
Blaszki
Rzadkie, grube i zbiegające na trzon, o barwie od kremowej przez żółtawobrązową do pomarańczowobrązowej. Występują międzyblaszki. Krawędzie różnorodne; gładkie, piłkowane lub ząbkowane, o tej samej barwie co blaszki. Wydzielają taką samą żywiczno-oleistą substancję, jak skórka kapelusza.  
Trzon
Wysokość do 7 cm, grubość do 1,5 cm. Jest centralny lub ekscentryczny, walcowaty, przy podstawie grubszy, twardy. Powierzchnia pokryta odstającymi włókienkami, w górnej części żółtawobeżowa, w dolnej czerwonobrązowa.
Miąższ
Bardzo twardy, jasnobeżowy, tylko w warstwie bezpośrednio pod skórką ciemniejszy, brązowawy. Ma przyjemny, grzybowy zapach, ale w smaku jest gorzkawy.
Cechy mikroskopowe
System strzępkowy dimityczny. Strzępki szkieletowe o długości do 700 μm, rzadko rozgałęziające się, o grubości 3–4,5 μm i końcach nitkowato zwężających się. Strzępki łącznikowe o szerokości 2,5–9 μm, ze sprzążkami. Występują dobrze widoczne pleurocystydy. Charakterystycznymi cechami odróżniającymi ten gatunek od gatunków z rodzaju Panus są: wąskie strzępki w warstwie skórki, na trzonie i krawędziach blaszek, oraz wystające ponad hymenium końce pleurocystyd wydzielające żywiczno-oleistą substancję łatwo rozpuszczalną w KOH.
Zarodniki według Pilata mają rozmiar 6–8 (rzadko 10) × 2,5–3 (rzadko 4) μm, są nieamyloidalne, z drobnoziarnistą zawartością. Podstawki o rozmiarach 30–45 × 5–8 μm. Pleurocystydy rozwidlające się na wierzchołkach, cienkościenne, o długości 40–12 μm i szerokości  6–10 μm, wystające na  36–50 μm ponad hymenium i zawierające amyloidalne, drobne ziarnistości. Cheilocystydy o długości 160 μm i szerokości 1,7–2 μm, na końcach rozwidlające się.

## Występowanie
Znany jest tylko w Ameryce Północnej i Europie. W polskiej literaturze naukowej podano liczne jego stanowiska.
Występuje w lasach iglastych i mieszanych, szczególnie w lasach sosnowych. Rozwija się na martwym drewnie sosen, jodeł i świerków, również na drewnie konstrukcyjnym (belki, słupy). Owocniki wytwarza od lutego do listopada.